# Logan Vander Velden
Logan Vander Velden (nacido el 3 de abril de 1971 en Valders, Wisconsin) es un exjugador de baloncesto estadounidense que jugó una temporada en la NBA, además de hacerlo en ligas menores de su país, en Portugal, Venezuela y Chile. Con 2,03 metros de estatura, lo hacía en la posición de ala-pívot.

## Trayectoria deportiva

### Universidad
Jugó durante cuatro temporadas con los Phoenix de la Universidad de Wisconsin-Green Bay, en las que promedió 7,3 puntos y 3,3 rebotes por partido.

### Profesional
Tras no ser elegido en el Draft de la NBA de 1994, jugó en ligas menores de su país hasta que en octubre de 1995 fichó por Los Angeles Clippers, donde jugó 15 partidos en los que anotó un total de 9 puntos.
El resto de su carrera transcurrió en diversas ligas menores, así como en otros países como Chile, Portugal y Venezuela.

## Estadísticas de su carrera en la NBA

### Temporada regular
| Temporada | Edad | Equipo               | Liga | Pos. | P  | TIT | MIN | TC  | TCA | %TC  | 3P  | 3PA | %3P  | 2P  | 2PA | %2P  | TL  | TLA | %TL  | R.OF. | R.DEF. | REB | ASIS | ROB | TAP | PER | FP  | PTS |
| 1995-96   | 24   | Los Angeles Clippers | NBA  | SF   | 15 | 0   | 2.1 | 0.2 | 0.9 | .214 | 0.0 | 0.3 | .000 | 0.2 | 0.6 | .333 | 0.2 | 0.3 | .750 | 0.1   | 0.3    | 0.4 | 0.1  | 0.0 | 0.0 | 0.0 | 0.3 | 0.6 |
| Total     |      |                      | NBA  |      | 15 | 0   | 2.1 | 0.2 | 0.9 | .214 | 0.0 | 0.3 | .000 | 0.2 | 0.6 | .333 | 0.2 | 0.3 | .750 | 0.1   | 0.3    | 0.4 | 0.1  | 0.0 | 0.0 | 0.0 | 0.3 | 0.6 |